# O Povo Brasileiro
O Povo Brasileiro: a Formação e o Sentido do Brasil é uma obra do antropólogo brasileiro Darcy Ribeiro, lançada em 1995, que aborda a história da formação do povo brasileiro.
O livro trata das matrizes culturais e dos mecanismos de formação étnica e cultural do povo brasileiro.
No prefácio da primeira edição, de 1995, Darcy Ribeiro afirma que escrever este livro "foi o maior desafio" a que se propôs. Demorou 30 anos para escrevê-lo. Segundo Darcy, o livro unifica uma teoria de base empírica de classes sociais no Brasil e na América Latina; uma tipologia das formas de exercício do poder e de militância política, e uma teoria de cultura.
No quarto capítulo do livro, o autor apresenta em subseções cinco "Brasis" distintos:
- O Brasil sertanejo;
- O Brasil crioulo;
- O Brasil caboclo;
- Brasil caipira;
- Brasil sulino – açoriano, gaúcho e gringo.

Trate-se da obra final do autor publicada antes de sua morte. É revestida de opiniões e impressões formadas pela experiência da vida do autor. O livro apresenta as formas através das quais a empresa "Brasil" moldou as zonas de habitação humana no território nacional e sua influência na miscigenação das 3 matrizes básicas formadoras do brasileiro.
Foi escrito em Maricá, cidade do litoral do Rio de Janeiro, para onde Darcy Ribeiro fugiu, abandonando o hospital em que estava internado e, segundo suas próprias palavras no prefácio do livro, "na iminência de morrer sem concluí‐lo", tendo sido essa obra o seu maior desafio.

## Estrutura do livro
O livro possui 5 partes: (I) O Novo Mundo; (II) Gestação Étnica; (III) Processo Sociocultural; (IV) Os Brasis na História; (V) O Destino Nacional.
Cada uma das seções está estrutura com os seguintes capítulos:
1. (I) O Novo Mundo

1- Matrizes étnicas
- A ilha Brasil
- A matriz tupi
- A lusitanidade
2- O enfrentamento dos mundos
- As opostas visões 
- Razões desencontradas
- O salvacionismo
3- O processo civilizatório
- Povos germinais
- O barroco e o gótico
- Atualização histórica
1. (II) Gestação Étnica

1- Criatório de gente
- O cunhadismo
- O governo geral
- Cativeiro indígena
2- Moinhos de gastar gente
- Os brasilíndios
- Os afro-brasileiros
- Os neobrasileiros
- Os brasileiros
- O ser e a consciência
3- Bagos e ventres
- Desindianização
- O incremento prodigioso
- O estoque negro
1. (III) Processo sociocultural

1- Aventura e rotina
- As guerras do Brasil
- A empresa Brasil
- Avaliação
2- A urbanização caótica
- Cidades e vilas
- Industrialização e urbanização
- Deterioração urbana
3- Classe, cor e preconceito
- Classe e poder
- Distância social
- Classe e raça
4- Assimilação ou segregação
- Raça e cor
- Brancos versus negros
- Imigrantes
5- Ordem versus progresso
- Anarquia original
- O arcaico e moderno
- Transfiguração étnica
1. (IV) Os Brasis na história

1- Brasis
2- O Brasil crioulo
3- O Brasil caboclo
4- O Brasil sertanejo
5- O Brasil caipira
6- Brasis sulinos
1. (V) O Destino Nacional

1- As dores do parto
2- Confrontos

## Teses

### Cunhadismo
No capítulo de mesmo nome, expõe o quê chama de cunhadismo — um trocadilho entre kunhã (mulher em tupi) e cunhado (parceiro da irmã) —, o erigir de núcleos mestiços a partir da prática indígena de incorporar estranhos à vida comunitária ofertando-lhe mulher. Depois que ocorria o ato sexual, o estranho — europeu — criava complexos laços com a família da moça, tendo deveres e direitos. Os primeiros povoamentos no Brasil — além dos nativos — nasceram assim, baseados na família. Tal prática foi desestimulada pela Igreja, que via naquilo uma heresia, e pelo próprio Estado português, uma vez que qualquer europeu tinha acesso a prática, ameaçando os interesses coloniais. É bem sabido o poder de levantar homens que alguns praticantes do cunhadismo tiveram.

### Ninguendade
Ora comandada ativamente pelo Estado, a colonização não mais se fazia sobre a produção mercantil. Os filhos dos portugueses com as índias — os mamelucos — eram criados pelos lusitanos e rejeitavam qualquer identificação com sua família materna, todavia, não eram reconhecidos como lusos, eram "simplesmente gente da terra". Não sendo nem índios, nem portugueses, não eram efetivamente ninguém. O mesmo se passava com os filhos das africanas com os colonos — os mulatos —, que, não tendo a conexão cultural que tinham seus ancestrais negros, não sendo indígenas e tampouco portugueses, acabavam, também, sendo "gente da terra", "ninguéns". É da associação desses dois "ninguéns" que surge um povo mestiço, profundamente diferenciado de suas três maiores matrizes, vendo na construção de uma nova identidade a solução para fugir do quê chamou Darcy Ribeiro de "ninguendade". Africanos escravizados, indígenas aculturados, quilombolas, crioulos, portugueses não metropolitanos e vários outros "ninguéns" também se ataram àquela massa mestiça original. Contudo, um povo mais marcado pelo que não era do quê pelo que era se vê desafiado a construir uma identidade, e certamente não é fundamentando-se na produção mercantil que fa-lo-á.

### O barroco e o gótico
O racismo assola inúmeras sociedades, mas não é, nem de longe, homogêneo, em cada canto em que surge apresenta face distinta, e aqui na América duas predominam: o apartamento e a assimilação. Diferente dos Estados Unidos e Canadá que mataram metade dos não brancos e isolaram a outra metade para sobre o território construir uma cópia da Inglaterra, no Brasil e na América Latina como um todo o que predomina nessa questão é o desejo inato de ver o branqueamento da população. Não se aparta o negro, por exemplo, da sociedade, através de apartheids e leis de segregação, mas se espera que miscigene-se e miscigene-se até que nada de negro dele reste, a mestiçagem é uma esperança de que todo negro se amorene. O Brasil só aceita índios e africanos na condição de futuros mestiços, sequer os permite expressarem-se a quinhentos quilômetros dos centros nacionais — como o racismo norte-americano e sul-africano fizeram —. Todavia, não há entre os brasileiros o fator genético no preconceito, diferente deles que consideram negro quem quer que tenha uma gota que seja de sangue negro. O racismo gestado pela colonização inglesa foi nomeado por Darcy de gótico, e o pela ibérica, de barroco.

## Classes sociais
No livro, Ribeiro apresenta uma divisão empírica das classes. Isto é, trata-se de uma divisão baseada não em níveis de renda, mas apenas na observação da sociedade. No topo da hierarquia, há três grupos. O patronato, cujo poder e riqueza vêm da exploração econômica. O patriciado, por sua vez, é composto por indivíduos que exercem altos cargos (general, deputado, bispo, etc.) Mais tarde, surgiu entre as classes dominantes outro grupo: o estamento gerencial das empresas estrangeiras.
Os setores intermediários, por sua vez, são compostos por "pequenos oficiais, profissionais liberais, policiais, professores", entre  outros. As classes subalternas englobam os indivíduos que, apesar de pobres, estão integrados no mercado. Possuem empregos estáveis, Também englobam pequenos empresários, arrendatários, gerentes de propriedades rurais, etc.
A mais ampla classe é, contudo, as oprimidas, ou dos "marginais", composta principalmente de negros e mulatos. Estes não estão plenamente integrados na vida social, no sistema econômico, etc., e vivem de subempregos, ou de empregos instáveis, citando-se como exemplo as prostitutas, os biscateiros, os recoletores, trabalhadores domésticos e companhia. Para Ribeiro, a eles cabe a tarefa de reformar a sociedade.

## Excertos
| “ | Escrever este livro foi o desafio maior que me propus. Ainda é. Há mais de trinta anos eu o escrevo e reescrevo, incansável. O pior é que me frustro quando não o faço, ocupando‐me de outras empresas. Nunca pus tanto de mim, jamais me esforcei tanto como nesse empenho, sempre postergado, de concluí‐lo. Hoje o retomo pela terceira vez, isto se só conto aquela primeira vez em que o escrevi e completei, e a segunda em que o reescrevi todo, inteiro, esquecendo as inumeráveis retomadas episódicas e inconseqüentes. Ultimamente essa angústia se aguçou porque me vi na iminência de morrer sem concluí‐lo. Fugi do hospital, aqui para Maricá, para viver e também para escrevê‐lo. | ” |
|   | — Prefácio do livro O Povo Brasileiro. |   |

| “ | (...) os brasileiros se sabem, se sentem e se comportam como uma só gente, pertencente a uma mesma etnia. Vale dizer, uma entidade nacional distinta de quantas haja, que fala uma mesma língua, só diferenciada por sotaques regionais, menos remarcados que os dialetos de Portugal. Participando de um corpo de tradições comuns mais significativo para todos que cada uma das variantes subculturais que diferenciaram os habitantes de uma região, os membros de uma classe ou descendentes de uma das matrizes formativas. Mais que uma simples etnia, porém, o Brasil é uma etnia nacional, um povo‐nação, assentado num território próprio e enquadrado dentro de um mesmo Estado para nele viver seu destino. | ” |
|   | — O Povo Brasileiro, p.21-22. |   |

| “ | Todos nós, brasileiros, somos carne da carne daqueles pretos e índios supliciados. Todos nós brasileiros somos, por igual, a mão possessa que os supliciou. A doçura mais terna e a crueldade mais atroz aqui se conjugaram para fazer de nós a gente sentida e sofrida que somos e a gente insensível e brutal, que também somos. Descendentes de escravos e de senhores de escravos seremos sempre servos da malignidade destilada e instalada em nós, tanto pelo sentimento da dor intencionalmente produzida para doer mais, quanto pelo exercício da brutalidade sobre homens, sobre mulheres, sobre crianças convertidas em pasto de nossa fúria. A mais terrível de nossas heranças é esta de levar sempre conosco a cicatriz de torturador impressa na alma e pronta a explodir na brutalidade racista e classista. | ” |
|   | — O Povo Brasileiro, p.120. |   |